# Bukit Kayu Kapur
Bukit Kayu Kapur is een bestuurslaag in het regentschap Dumai van de provincie Riau, Indonesië. Bukit Kayu Kapur telt 10.646 inwoners (volkstelling 2010).